# Битка код Шпихерена
Битка код Шпихерена одиграла се 6. августа 1870. године између француске и немачке војске. Битка је део Француско-немачког рата, а завршена је победом Немаца.

## Позадина
Почетком септембра 1870, на обе стране Рајне била је концентрисана главнина обе војске у француско-пруском рату. Са француске стране биле су развучене и још неприкупљене снаге Рајнске армије (око 260.000 људи) развучене на фронту од 250 км, у Лорени (северно) и Алзасу (јужно). Са немачке стране, биле су концентрисане 1, 2. и 3. армија (око 550.000 људи) на фронту од свега 120 км. При таквом односу снага, Немци су прешли у напад преко Рајне, док су развучене француске снаге принуђене на одбрану и тучене појединачно, по деловима. На јужном делу фронта, у Алзасу, француски 1. корпус потучен је већ 4. августа код Вајсенбурга.
Шпихерен је село у француском департмену Мозел, покрајина Лорена, на 5,5 км североисточно од града Форбаха.

## Битка
Код Шпихерена у Лорени, на северном крају француског фронта, је 2. француски корпус, под командом генерала Фросара потучен од делова немачке 1. и 2. армије и био принуђен на повлачење у правцу Меца. Немци су изгубили око 4.900, а Французи око 4.100 људи и велике количине ратне опреме.